# 2693 Yan'an
2693 Yan'an (1977 VM1) là một tiểu hành tinh vành đai chính được phát hiện ngày 3 tháng 11 năm 1977 bởi Đài thiên văn Tử Kim Sơn ở Nanking.